# DCK (album)
Pour les articles homonymes, voir DCK.
Albums de Death Cube K
Tunnel
(1999) Monolith
(2007)
DCK est le 4e album de Buckethead, paru sous l'anagramme Death Cube K. Dans sa version limitée, la pochette portait les inscriptions manuscrites DCK.  Les copies étaient aussi numérotées. Il y aura au total 400 copies numérotées ainsi, les suivantes ayant toujours les inscriptions DCK faites au crayon feutre argent. C'est à partir du 6 septembre 2007 que ces copies standard furent distribuées. Les disques venaient dans des pochettes toutes noires et ne comportait aucune liste des pistes.

## Liste des titres
| 1.    | Untitled 1 | 5:55 |
| 2.    | Untitled 2 | 5:58 |
| 3.    | Untitled 3 | 4:06 |
| 4.    | Untitled 4 | 6:33 |
| 5.    | Untitled 5 | 6:10 |
| 6.    | Untitled 6 | 5:28 |
| 7.    | Untitled 7 | 3:44 |
| 8.    | Untitled 8 | 7:47 |
| 9.    | Untitled 9 | 5:47 |
| 51:28 |            |      |